# Thyreus hellenicus
Thyreus hellenicus är en biart som beskrevs av Maurits Anne Lieftinck 1968. Thyreus hellenicus ingår i släktet Thyreus och familjen långtungebin. Inga underarter finns listade i Catalogue of Life.